# Red Nose Day 2019
O Red Nose Day 2019 foi um evento de arrecadação de fundos organizado pela Comic Relief, transmitido ao vivo pelo Elstree Studios na BBC One e BBC Two da noite de 15 de março de 2019 até a manhã seguinte. O evento foi transmitido das 19:00 às 02:30 e arrecadou £63.548.668 para caridade.

## Evento principal

### Apresentadores
| Tempo        | Apresentadores                                  |
| ------------ | ----------------------------------------------- |
| 19:00- 20:00 | Lenny Henry, Paddy McGuinness e Emma Willis     |
| 20:00- 21:00 | Zoe Ball e David Tennant                        |
| 21:00- 22:00 | Alesha Dixon e Romesh Ranganathan               |
| 22:30- 00:55 | Lenny Henry, Clara Amfo, Rob Beckett e Joe Sugg |

### Cronograma
Tradicionalmente, o teleton toma o formato de uma transmissão com várias equipes apresentadoras, que normalmente hospedam uma hora de cada vez, apresentando uma variedade de esboços e filmes de apelo. Desde 2017, a transmissão foi dividida em seções diferentes, com apresentadores separados, focando em um tema ou esquete específico, em vez de apresentar vários esboços, filmes de apelo e performances.
| Tempo       | Show                                        | Descrição |
| ----------- | ------------------------------------------- | --- |
| 19:00-22:00 | Red Nose Day 2019                           | Lenny Henry, Paddy McGuinness, Emma Willis, Zoe Ball, David Tennant, Alesha Dixon e Romesh Ranganathan apresentam a transmissão tradicional do Red Nose Day com esboços, performances ao vivo e filmes de apelo. |
| 22:00-22:30 | Comic Relief 2019 Does University Challenge | Comediantes e artistas participam de uma edição de caridade do University Challenge, apresentada por David Baddiel na BBC Two.                                                                                   |
| 22:35-00:55 | Red Nose Day 2019                           | Lenny Henry, Clara Amfo, Rob Beckett e Joe Sugg apresentam a transmissão tradicional do Red Nose Day com esboços, performances ao vivo e filmes de apelo, com uma abordagem mais adulta.                         |
| 00:55-01:55 | Killimanjaro: The Bigger Red Nose Climb     | Nove celebridades tentam chegar ao cume da montanha mais alta da África, o Monte. Killimanjaro, para arrecadar dinheiro para a Comic Relief, 10 anos após um evento semelhante em 2009.                          |
| 01:55-03:25 | Celebrity Apprentice for Comic Relief       | Dez candidatos a celebridades participam de uma edição do Red Nose Day de The Apprentice para arrecadar dinheiro para a Comic Relief.                                                                            |

### Filmes de apelação
Ed Sheeran, Lenny Henry, Stacey Dooley, Shirley Ballas e Romesh Ranganathan lideraram os filmes de apelo para o teleton de 2019.

### Esboços e recursos
| Título                                  | Descrição breve | Estrelando |
| --------------------------------------- | --- | --- |
| Celebrity Apprentice for Comic Relief   | Dez candidatos a celebridades participam de uma minissérie em duas partes para sediar uma noite de caridade e arrecadar dinheiro para a Comic Relief. A segunda metade viu as celebridades participarem de 'The Boardroom', onde uma celebridade foi demitida O evento levantou £400.000 para a Comic Relief. | Alan Sugar, Karren Brady, Claude Littner, Amanda Holden, Kelly Hoppen, Rachel Johnson, Tameka Empson, Omid Djalili, Richard Arnold, Rylan Clark-Neal, Russell Kane e Sam Allardyce . |
| Killimanjaro: The Bigger Red Nose Climb | Dez anos após a primeira escalada, nove celebridades subiram ao cume da montanha mais alta da África, o Monte. Killimanjaro e arrecadou mais de £ 2 milhões para a Comic Relief. O evento foi transmitido pela primeira vez em 13 de março e foi repetido durante o apelo em 15 de março.                     | Shirley Ballas, Ed Balls, Jade Thirlwall e Leigh-Anne Pinnock do Little Mix, Dan Walker, Anita Rani, Dani Dyer, Alexander Dyer, Alexander Armstrong e Osi Umenyiora .                |
| One Red Nose Day and a Wedding          | 25 anos após seu lançamento original, a maioria do elenco original de Four Weddings and a Funeral recriou uma curta sequência de Comic Relief, que foi bem recebida pelo público. | Hugh Grant, Andie MacDowell, Rowan Atkinson, Kristin Scott Thomas, James Fleet, John Hannah, Alicia Vikander e Lily James .                                                          |
| Mamma Mia! Here We Go Yet Again         | Celebridades reencenam o filme de 2018, Mamma Mia! Here We Go Again, para um especial do Comic Relief, semelhante ao esboço de 2009, apresentando alguns dos maiores sucessos do ABBA. | Jennifer Saunders, Alan Carr, Joanna Lumley, Miranda Hart, Sue Perkins, Susan Calman, Carey Mulligan, Philip Glenister, Lucy Montgomery, Gemma Arterton, Joe Thomas e Tom Hollander. |
| Red Nose Bodyguard                      | Richard Madden retorna como PPO David Budd, que tem a tarefa de proteger o primeiro-ministro, em um episódio do Comic Relief do premiado drama britânico Bodyguard. | Richard Madden, Keeley Hawes, Joanna Lumley e Sanjeev Bhaskar. |
| Comic Relief Does University Challenge  | Duas equipes de celebridades participam de um especial do Red Nose Day do University Challenge, apresentado pelo comediante David Baddiel em vez de Jeremy Paxman. Este segmento de 35 minutos foi ao ar na BBC Two às 22:00 durante as notícias da BBC One.                                                  | David Baddiel, Jason Manford, Vick Hope, Ainsley Harriott, Emily Atack, Martin Freeman, Luisa Omielan, Kerry Godliman e Robert Rinder.                                               |
| Tess & Claudia's 24-hour Danceathon     | Os apresentadores do Strictly Come Dancing, Tess Daly e Claudia Winkleman, dançaram continuamente por 24 horas, os cinco últimos exibidos ao vivo durante o teleton e arrecadaram mais de £1 milhão para a Comic Relief.                                                                                      | Tess Daly e Claudia Winkleman. |
| Freddie's Top Gear Wind-Up              | Freddie Flintoff brincou com o ex-jogador de futebol Robbie Savage em uma edição paródia do Top Gear. | Freddie Flintoff e Robbie Savage. |

### Apresentações musicais
| Artista                                                | Música                                 |
| ------------------------------------------------------ | -------------------------------------- |
| Emeli Sande                                            | "Sparrow"                              |
| Keane                                                  | "Somewhere Only We Know"               |
| Rae Morris                                             | "She Used to Be Mine"                  |
| O elenco de Magic Mike (interrompido por Johnny Vegas) | Medley de músicas de Magic Mike, LIVE! |
| Marti Pellow                                           | "Love Is All Around"                   |

Galeria dos apresentadores principais
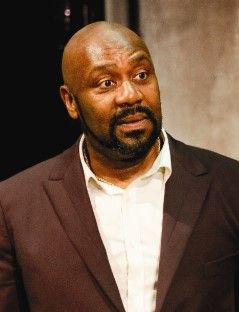
Lenny Henry (2019)
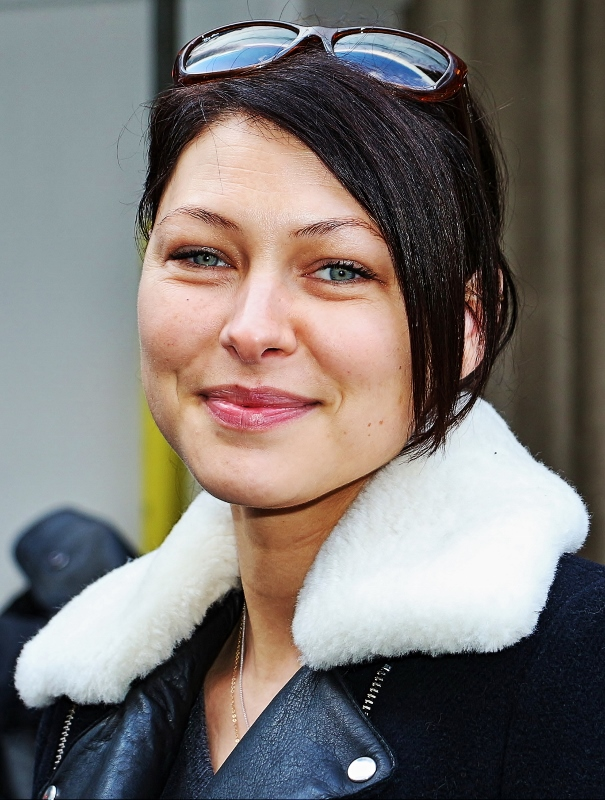
Emma Willis (2019)
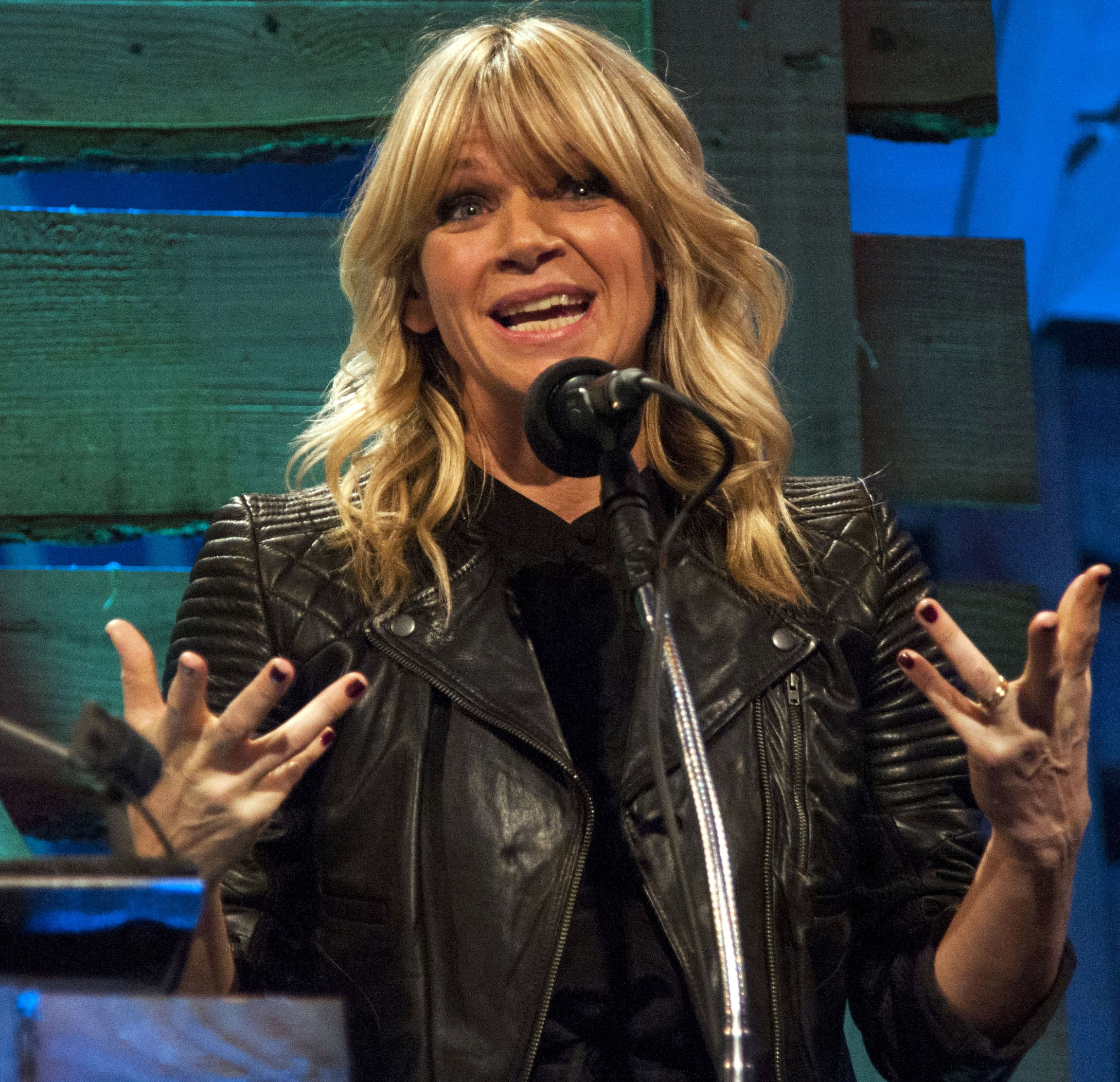
Zoe Ball (2019)
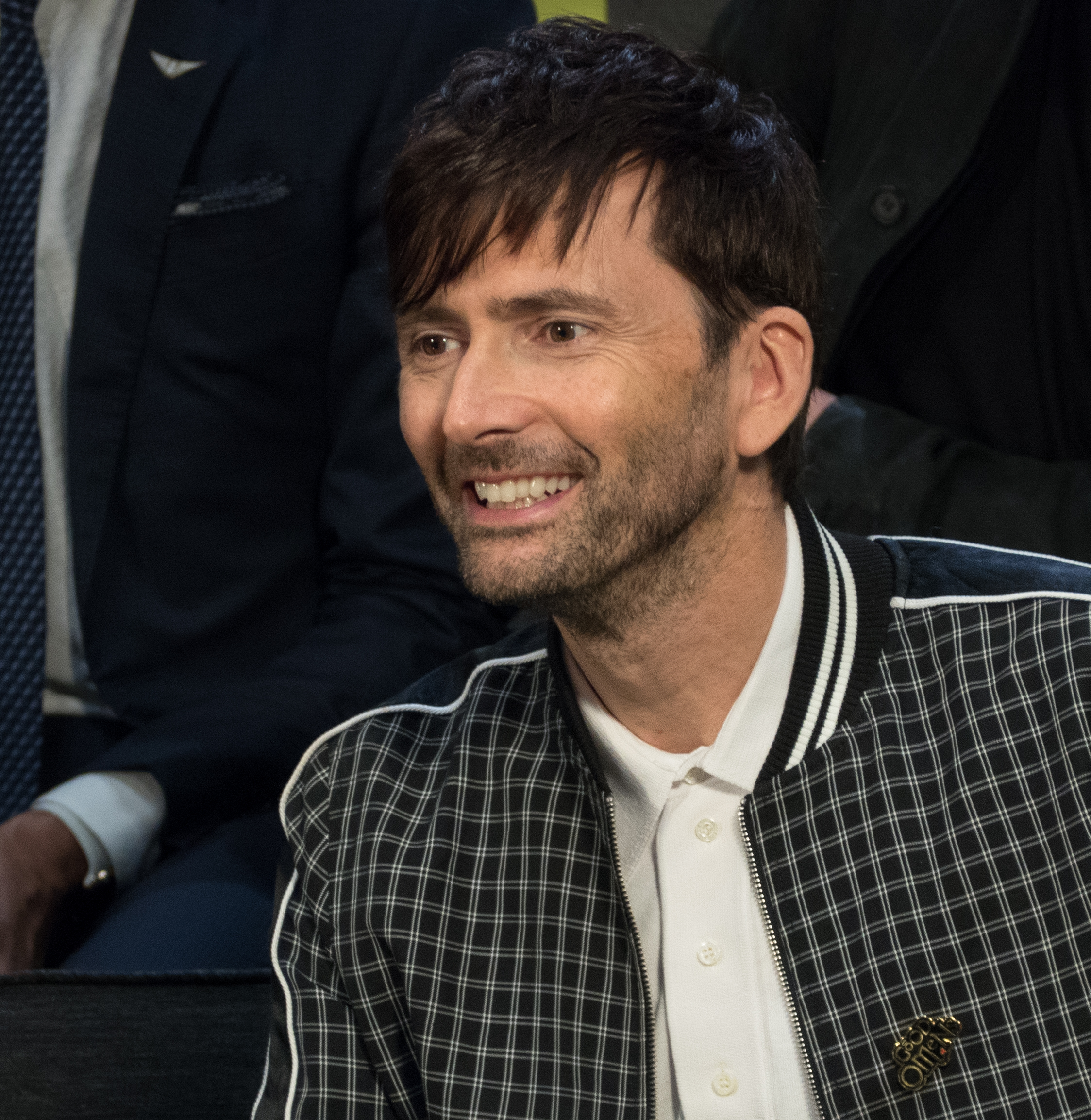
David Tennant (2019)
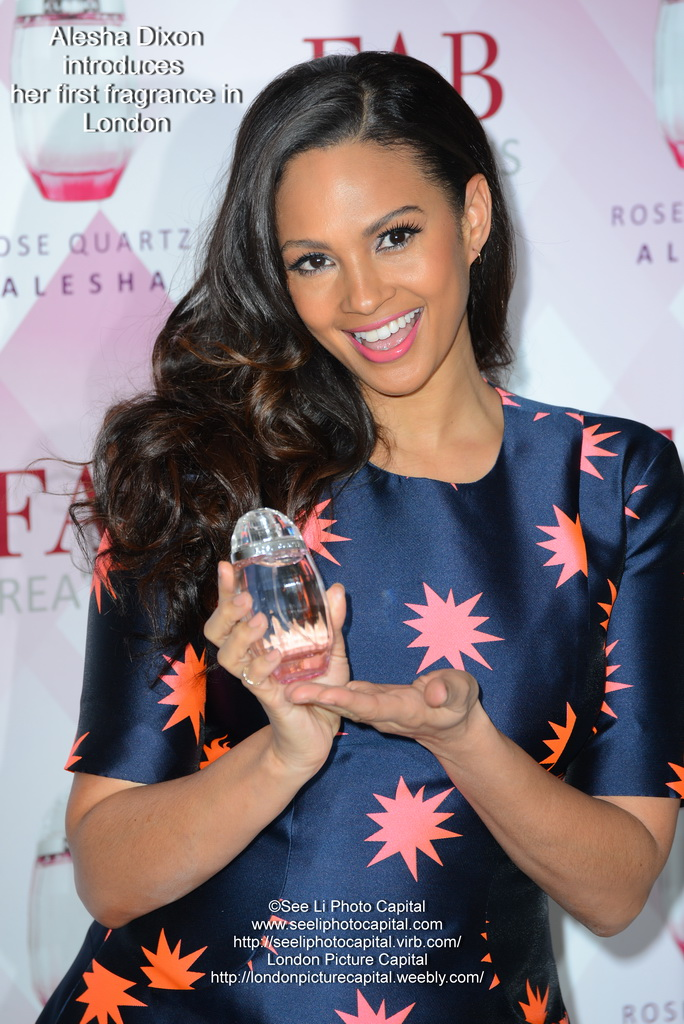
Alesha Dixon (2019)
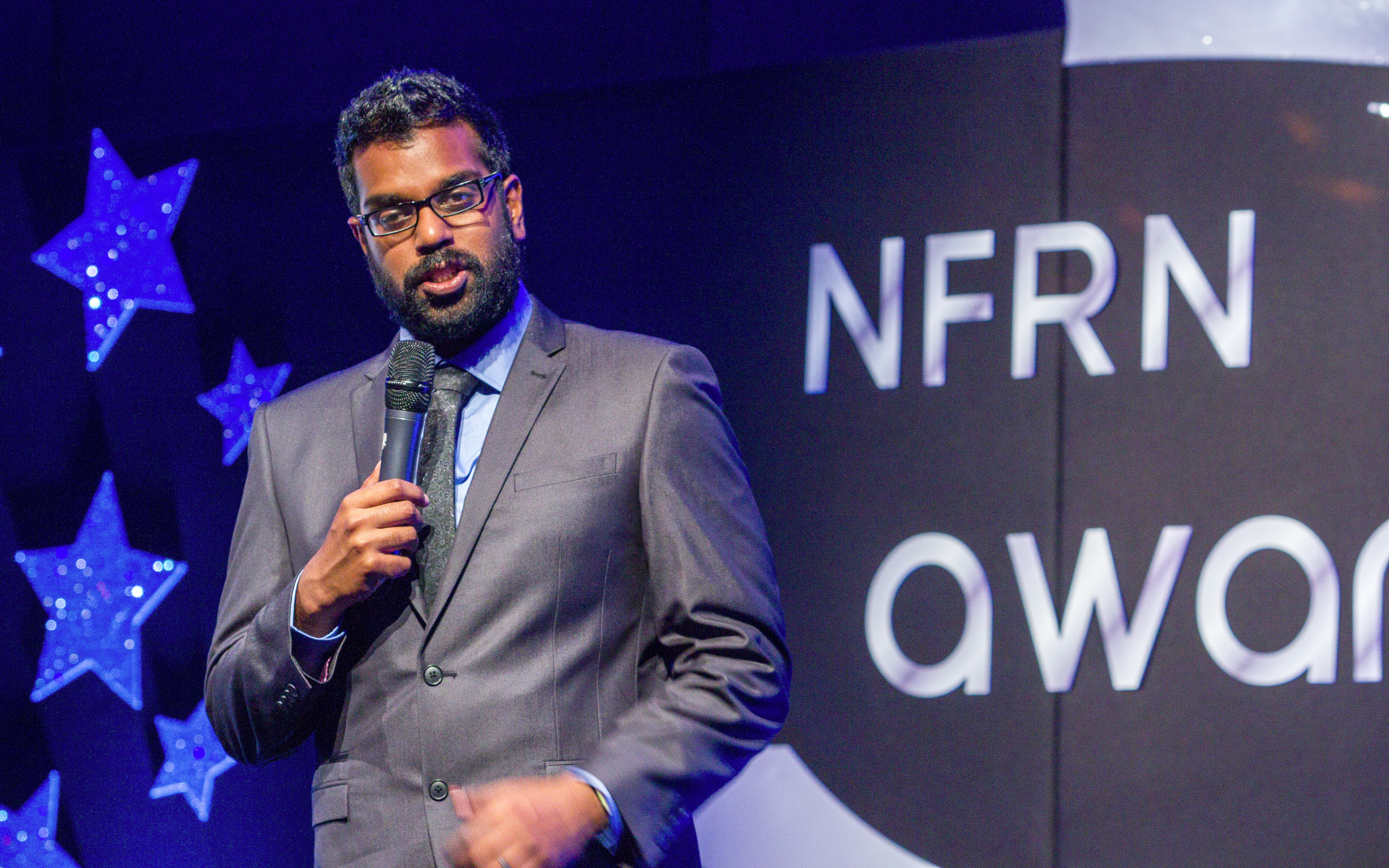
Romesh Ranganathan (2019)
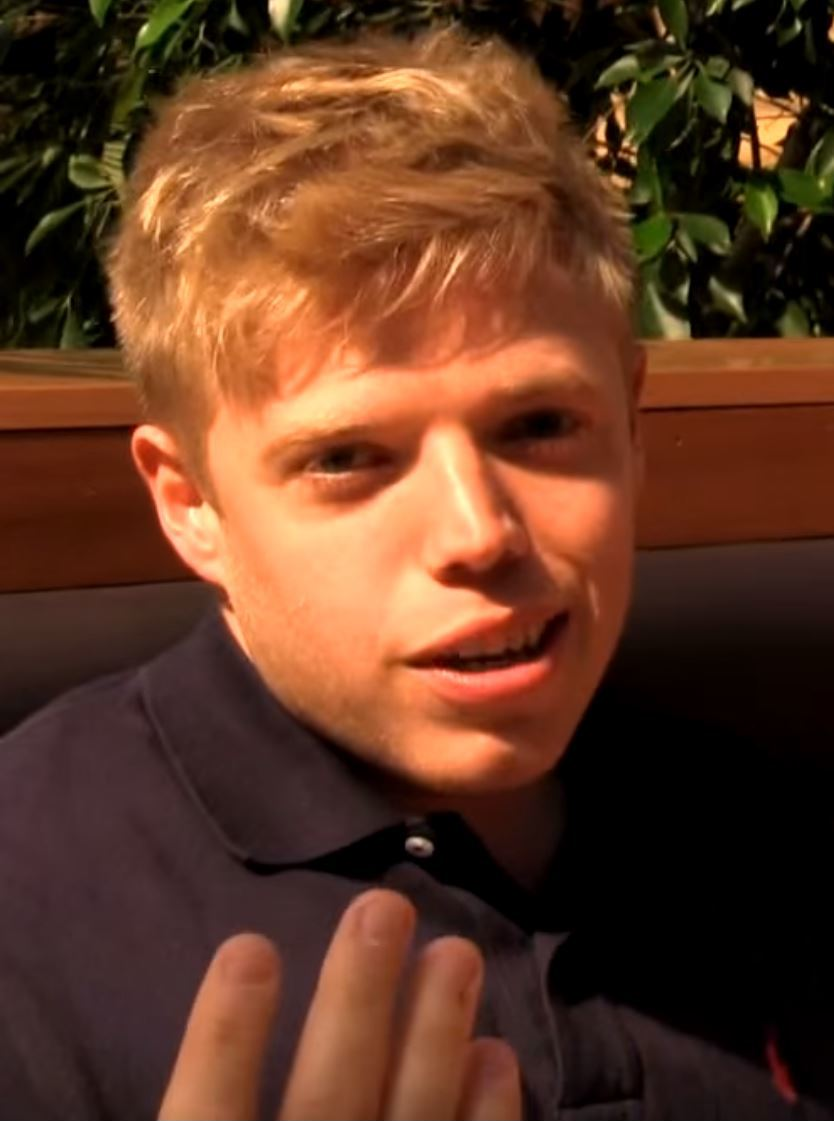
Rob Beckett (2019)
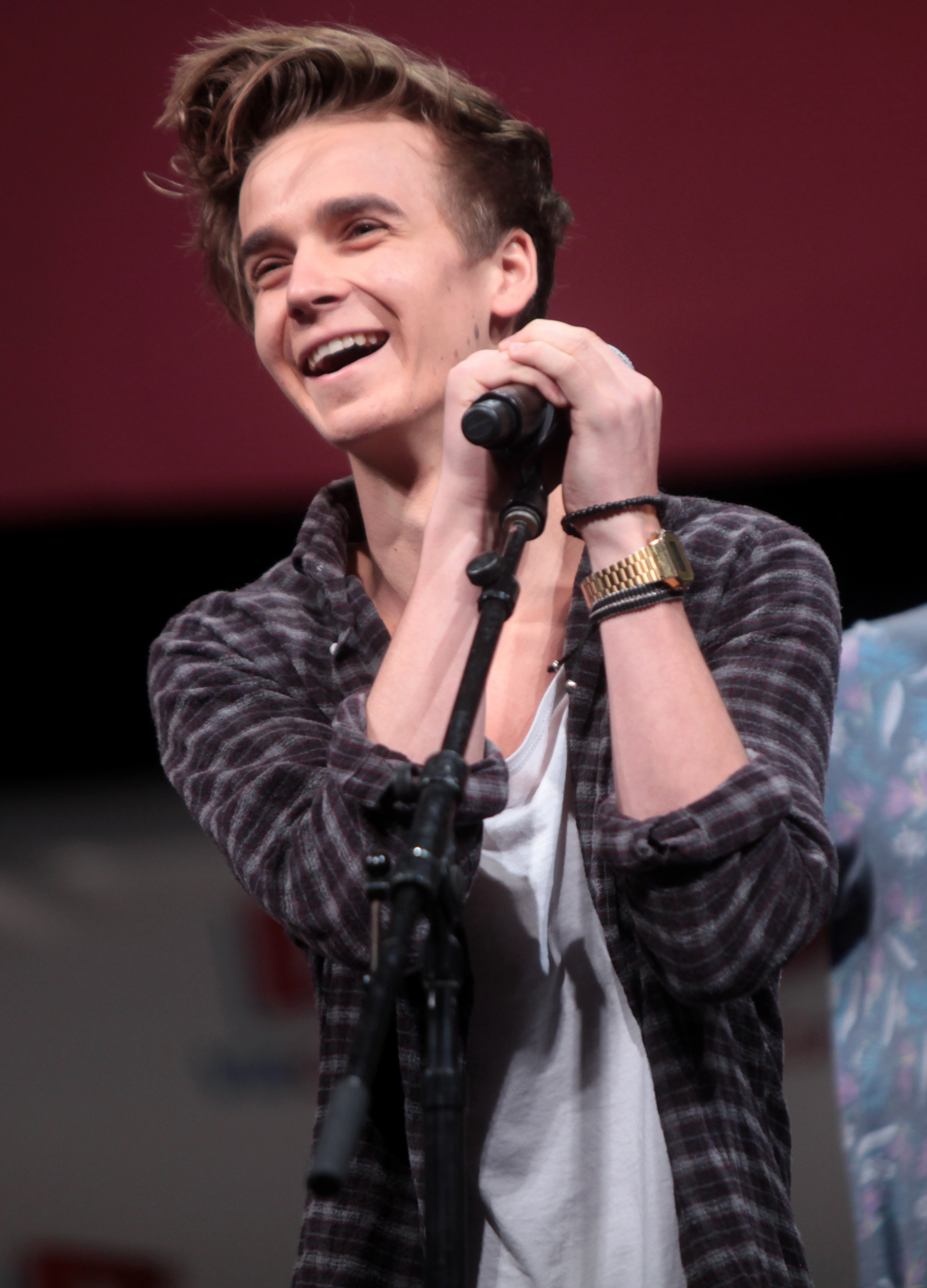
Joe Sugg (2019)